# Killer (Familienname)
Killer ist ein ursprünglich deutscher Familienname. Die Namensherkunft hat nichts mit dem englischsprachigen Begriff für einen Auftragsmörder zu tun. Die genaue Namensherkunft ist unklar. Sie geht vermutlich auf das mittelhochdeutsche Wort „kilchhërre“ zurück, was aus „kilche“ und „hërre“ zusammengesetzt wurde und „Patron einer Kirche“, „Ortsgeistlicher“ oder „Pfarrer der Gemeinde“ bedeutete. Wahrscheinlich war es ursprünglich ein Übername für Personen, die sich wie geistliche Herren benahmen.
Nach anderen Theorien könnte der Namen auch vom Heiligen Kilian abstammen oder eine Abwandlung des Namens Kindler sein. Möglich ist auch, dass es sich um einen Herkunftsnamen handelt, der z. B. auf süddeutsche Orte wie Killer oder Killingen verweisen könnte.
Der Name war vor allem in Bayern, der Schweiz und dem Sudetenland verbreitet.

## Namensträger
- Achim Killer (* 1957), deutscher Journalist
- Daniel Killer (* 1949), argentinischer Fußballspieler
- Fritz Killer (1905–1983), österreichischer Komponist
- Hans Killer (* 1948), Schweizer Politiker (SVP)
- Hermann Killer (1902–1990), deutscher Musikwissenschaftler
- Ilse Killer (1925–2013), österreichische Polizeisekretärin
- Karl Killer (Bildhauer) (1873–1948), deutscher Bildhauer
- Karl Killer (Politiker) (1878–1948), Schweizer Politiker (SP)
- Mario Killer (* 1951), argentinischer Fußballspieler
- Peter Killer (* 1945), Schweizer Kunstkritiker, Redakteur, Autor, Konservator und Kunstvermittler
- Ruth Killer (* 1920), deutsche Schauspielerin, Synchronsprecherin und Künstlervermittlerin
- Sophie Killer (* 1991), österreichisch-deutsche Schauspielerin und Regisseurin
- Tobias Killer (* 1993), deutscher Fußballspieler